# Daniel Amatriaín
Daniel Amatriaín Vila (Barcellona, 10 settembre 1966) è un pilota motociclistico spagnolo, ritiratosi dall'attività agonistica.

## Carriera

### Motomondiale
Amatriaín esordisce a livello di competizioni mondiali nel 1987 disputando sette Gran Premi della classe 500 nel motomondiale in sella ad una Honda senza ottenere punti. La stagione successiva partecipa a tutte le gare in territorio europeo, conquistando sette punti ed il venticinquesimo posto in classifica finale. Nel 1989 passa alla classe 250 dove, sempre con Honda, è pilota titolare e ottiene quattordici punti chiudendo al ventiseiesimo posto tra i piloti. La sua ultima apparizione nel motomondiale risale alla stagione 1991 quando partecipa al Gran Premio d'Europa in 250 con una Aprilia ritirandosi anzitempo.

### Mondiale Superbike
Nel 1990 partecipa ad alcune delle gare in territorio europeo del campionato mondiale Superbike con una Honda RC30 del team Gabi Competicion raccogliendo ventotto punti. Nel 1991 disputa quasi tutte le gare in territorio europeo del mondiale Superbike, sempre con Honda, chiudendo al diciottesimo posto con 47 punti. Nel 1992 prende parte all'intera stagione del mondiale Superbike con una Ducati del team Ducati Marlboro, ottenendo un terzo posto ed il giro più veloce in occasione di gara2 del Gran Premio di Albacete per poi chiudere la stagione all'ottavo posto in classifica generale. Contestualmente alle gare mondiali è iscritto al campionato europeo Superbike che vince con 191 punti (277 senza gli scarti, come da regolamento di quell'edizione). Le sue ultime apparizioni in un contesto mondiale risalgono alla stagione 1993 quando corre nei primi quattro Gran Premi stagionali, ancora con Ducati, conquistando sedici punti.

### Titoli nazionali e dopo il ritiro
Oltre alle corse internazionali Amatriaín ha conquistato il titolo di campione di Spagna, categoria Superbike, nel 1990 ed il titolo nazionale della categoria Endurance nel biennio 1987-1988. Terminata la carriera come pilota professionista rimane nel mondo delle corse motociclistiche sia come manager di alcuni piloti, come ad esempio Jorge Lorenzo, sia come proprietario del team Fortuna.

## Risultati in gara

### Motomondiale
| 1987 | Classe | Moto  |  |    |    |     |  |  |    |    |  |  |  |    |     |  |  | Punti | Pos. |
| ---- | ------ | ----- |  | -- | -- | --- |  |  | -- | -- |  |  |  | -- | --- |  |  | ----- | ---- |
| 1987 | 500    | Honda |  | 16 | 19 | Rit |  |  | 22 | 17 |  |  |  | 11 | Rit |  |  | 0     |      |

| 1988 | Classe | Moto  |  |  |    |    |     |     |     |    |    |    |     |    |     |     |  | Punti | Pos. |
| ---- | ------ | ----- |  |  | -- | -- | --- | --- | --- | -- | -- | -- | --- | -- | --- | --- |  | ----- | ---- |
| 1988 | 500    | Honda |  |  | 14 | 11 | Rit | Rit | Rit | 18 | 22 | 19 | Rit | 19 | Rit | Rit |  | 7     | 25º  |

| 1989 | Classe | Moto  |    |    |     |    |     |     |    |     |    |    |    |    |     |    |  | Punti | Pos. |
| ---- | ------ | ----- | -- | -- | --- | -- | --- | --- | -- | --- | -- | -- | -- | -- | --- | -- |  | ----- | ---- |
| 1989 | 250    | Honda | 24 | 24 | Rit | 12 | Rit | Rit | 18 | Rit | 20 | 11 | 13 | 17 | Rit | 14 |  | 14    | 26º  |

| 1991 | Classe | Moto    |  |  |  |  |  |  |  |     |  |  |  |  |  |  |  | Punti | Pos. |
| ---- | ------ | ------- |  |  |  |  |  |  |  | --- |  |  |  |  |  |  |  | ----- | ---- |
| 1991 | 250    | Aprilia |  |  |  |  |  |  |  | Rit |  |  |  |  |  |  |  | 0     |      |

| Legenda | 1º posto        | 2º posto            | 3º posto            | A punti      | Senza punti        | Grassetto – Pole position Corsivo – Giro più veloce |
| Legenda | Gara non valida | Non qual./Non part. | Ritirato/Non class. | Squalificato | '-' Dato non disp. | Grassetto – Pole position Corsivo – Giro più veloce |

### Campionato mondiale Superbike
| 1990 | Moto  |    |    |     |    |    |    |   |    |  |  |  |  |    |    |  |  |  |  |  |  |  |  |  |  |  |  | Punti | Pos. |
| ---- | ----- | -- | -- | --- | -- | -- | -- | - | -- |  |  |  |  | -- | -- |  |  |  |  |  |  |  |  |  |  |  |  | ----- | ---- |
| 1990 | Honda | 18 | 10 | Rit | 16 | 11 | 12 | 9 | 16 |  |  |  |  | 10 | 19 |  |  |  |  |  |  |  |  |  |  |  |  | 28    | 24º  |

| 1991 | Moto  |     |    |   |   |       |       |  |  |    |    |    |    |    |    |  |  |  |  |    |    |    |    |  |  |  |  | Punti | Pos. |
| ---- | ----- | --- | -- | - | - | ----- | ----- |  |  | -- | -- | -- | -- | -- | -- |  |  |  |  | -- | -- | -- | -- |  |  |  |  | ----- | ---- |
| 1991 | Honda | Rit | 13 | 4 | 6 | [ 7 ] | [ 7 ] |  |  | 12 | 17 | 13 | 13 | 14 | 11 |  |  |  |  | 15 | 21 | 20 | 13 |  |  |  |  | 47    | 18º  |

| 1992 | Moto   |   |   |    |    |   |     |   |    |   |     |   |   |   |   |     |   |    |     |    |   |   |   |     |     |   |   | Punti | Pos. |
| ---- | ------ | - | - | -- | -- | - | --- | - | -- | - | --- | - | - | - | - | --- | - | -- | --- | -- | - | - | - | --- | --- | - | - | ----- | ---- |
| 1992 | Ducati | 5 | 3 | 12 | 10 | 9 | Rit | 7 | 11 | 4 | Rit | 8 | 9 | 8 | 7 | Rit | 7 | 27 | Rit | 14 | 5 | 6 | 8 | Rit | Rit | 9 | 9 | 156   | 8º   |

| 1993 | Moto   |     |    |     |    |   |     |     |    |  |  |  |  |  |  |  |  |  |  |  |  |  |  |  |  |  |  | Punti | Pos. |
| ---- | ------ | --- | -- | --- | -- | - | --- | --- | -- |  |  |  |  |  |  |  |  |  |  |  |  |  |  |  |  |  |  | ----- | ---- |
| 1993 | Ducati | Rit | 15 | Rit | 15 | 5 | Rit | Rit | 13 |  |  |  |  |  |  |  |  |  |  |  |  |  |  |  |  |  |  | 16    | 31º  |

| Legenda | 1º posto        | 2º posto            | 3º posto           | A punti      | Senza punti        | Grassetto – Pole position Corsivo – Giro più veloce |
| Legenda | Gara non valida | Non qual./Non part. | Ritirato/Non class | Squalificato | '-' Dato non disp. | Grassetto – Pole position Corsivo – Giro più veloce |

## Opere
- Manual Práctico Del Motociclista, Barcellona, Planeta, 1997. ISBN 84-08-02159-1.